# Kocel

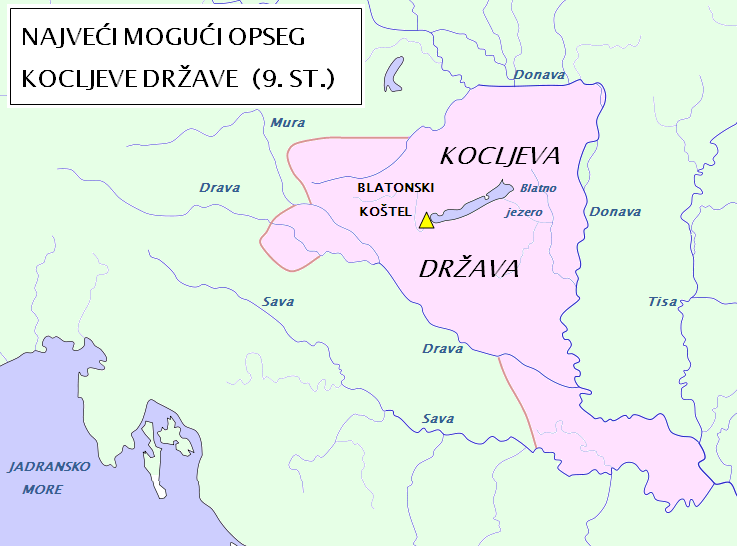
Dolna Panonia za panowania Kocela, IX wiek

Kocel (ur. ? – zm. 876) (w źródłach występuje również jako: Gozil, Chozilo, Chezilo, Chezul, Kocelj) – od około 861 do 876 roku drugi książę Księstwa Błatneńskiego. Syn księcia Pribiny i jego bawarskiej nieznanej z imienia małżonki. Jego bawarskie imię brzmiało Gozil.

## Życiorys
Do około 850 roku był grafem Hrabstwa Błatneńskiego. W 861 roku, po śmierci swojego ojca zabitego w czasie wyprawy Rościsława przeciwko Księstwu Błatneńskiemu, otrzymał tron książęcy. Do początku lat 70. IX wieku wasal Rościsława, później znalazł się w orbicie wpływów dworu wschodniofrankijskiego.
Kontynuował politykę chrystianizacyjną zapoczątkowaną przez swojego ojca. Dzięki jego staraniom Adalwin, arcybiskup Salzburga, konsekrował w 865 roku kilka nowych kościołów.
Stał się znany przede wszystkim z ugoszczenia braci św. Cyryla i św. Metodego latem 867 roku podczas ich podróży do Watykanu. Słowiańscy misjonarze zatrzymali się w stolicy księstwa Blatnohradzie (późniejszy Mosaburg, Moosburg, dziś węgierska wieś Zalavár). Misjonarze założyli w Blatnohradzie przykościelną szkołę, w której wykształcili pierwszych pięćdziesięciu słowiańskich uczniów. Kocel wspierał i walnie przyczynił się do rozszerzenia zasięgu liturgii rytu słowiańskiego.
Dzięki staraniom Kocela, Rościsława i Świętopełka I w zimie 869 roku papież Hadrian II przywrócił metropolię w Sirmium (części dzisiejszej Śremskiej Mitrowicy). Metody przyjął sakrę biskupią i nominację na arcybiskupa przywróconej metropolii panońskiej z siedzibą w Sirmium. Po tych zmianach obszar Panonii z Księstwem Błatneńskim oraz Państwo wielkomorawskie weszły w skład przywróconej metropolii. 
W 876 roku Kocel brał udział w przegranej wschodniofrankijskiej (bawarskiej) wyprawie przeciwko Chorwatom. Zmarł podczas wyprawy. Księstwo Błatneńskie do 884 roku przypadło wschodniofrankijskiemu królowi Arnulfowi z Karyntii. Po przegranej wojnie Państwa wschodniofrankijskiego ziemie księstwa zostały przyłączone do Wielkich Moraw.

## W kulturze

### Słowacka tożsamość narodowa i historiografia
Razem z ojcem (uznawanym za prekursora chrześcijaństwa w tym kraju, pomimo bycia poganinem), Kocel stanowi ważną część słowackiej tożsamości narodowej.

### Gry wideo
W serii gier wideo Crusader Kings, Kocel przedstawiony jako książę Balatonu, jest jednym z grywalnych władców. 